# Crush (Lied)
Crush (englisch für „Schwärmerei“) ist ein Lied der US-amerikanischen Popsängerin Jennifer Paige, das im Juni 1998 erschien.

## Entstehung und Veröffentlichung
Geschrieben wurde das Lied gemeinsam von Kevin Clark, Berny Cosgrove, Andy Goldmark und Mark Mueller. Goldmark zeichnete zudem, zusammen mit Jimmy Bralower, für die Produktion verantwortlich.
Die Erstveröffentlichung von Crush erfolgte als Single am 16. Juni 1998 bei Edel Records (Katalognummer: 0039425ERE). Diese erschien als CD-Maxi-Single in diversen Ausführungen, die sich weltweit regional durch die Anzahl und Auswahl der B-Seiten unterscheiden, zumeist verschiedene Remixe des Titels. Am 11. August 1998 erschien das Lied als Teil von Paiges selbstbetitelten Debütalbums (Katalognummer: Hollywood HE-62171-2), dessen erste Singleauskopplung es ist.

## Inhalt und Hintergrund
Crush thematisiert die Sängerin ihre Schwärmerei und betont dem anderen gegenüber, dass es nur eine kleine Sache für sie sei („It's just (aah) some little thing (crush). Not like everything I do depends on you.“). Die Tonart des Titels ist cis-Moll mit 115 Schlägen pro Minute.

## Kommerzieller Erfolg

### Chartplatzierungen
| ChartsChartplatzierungen       | Höchstplatzierung | Wochen |
| ------------------------------ | ----------------- | ------ |
| Deutschland (GfK)              | 15 (15 Wo.)       | 15     |
| Österreich (Ö3)                | 10 (12 Wo.)       | 12     |
| Schweiz (IFPI)                 | 12 (15 Wo.)       | 15     |
| Vereinigte Staaten (Billboard) | 3 (25 Wo.)        | 25     |
| Vereinigtes Königreich (OCC)   | 4 (15 Wo.)        | 15     |

| ChartsJahrescharts (1998)      | Platzierung |
| ------------------------------ | ----------- |
| Deutschland (GfK)              | 84          |
| Vereinigte Staaten (Billboard) | 21          |

### Auszeichnungen für Musikverkäufe
| Land/Region                  | Auszeichnungen für Musikverkäufe (Land/Region, Auszeichnung, Verkäufe) | Verkäufe  |
| ---------------------------- | ---------------------------------------------------------------------- | --------- |
| Australien (ARIA)            | 2× Platin                                                              | 140.000   |
| Belgien (BRMA)               | Gold                                                                   | 25.000    |
| Frankreich (SNEP)            | Silber                                                                 | 125.000   |
| Neuseeland (RMNZ)            | Gold                                                                   | 5.000     |
| Vereinigte Staaten (RIAA)    | Gold                                                                   | 500.000   |
| Vereinigtes Königreich (BPI) | Platin                                                                 | 600.000   |
| Insgesamt                    | 1× Silber · 3× Gold · 3× Platin ·                                      | 1.395.000 |